# ألبرت برونر
ألبرت برونر (بالألمانية: Albert Brunner)‏ هو طيار جوي ‏ ألماني، ولد في 17 يوليو 1918 في باد مرغنتهايم في ألمانيا، وتوفي في 7 مايو 1943 في Pechengsky District ‏ في روسيا بسبب قتل في المعركة.